# Бойко Каратанасис
Бойко Каратанасис (на гръцки: Μπόικο Καραθανάσης) е гръцки революционер, участник в Гръцката война за независимост.

## Биография
Бойко Каратанасис е роден в 1783 година в халкидическата македонска паланка Йерисос, тогава в Османската империя. При избухването на Гръцкото въстание се присъединява към въстаниците и се сражава с хилядната на Анастасиос Каратасос.